# Алея сосни веймутової
Але́я сосни́ ве́ймутової — ботанічна пам'ятка природи місцевого значення. Розташована на території Деребчинської сільської ради Шаргородського району Вінницької області (Джуринське лісництво, кв.26 діл 8). Оголошений відповідно до Рішення Вінницького облвиконкому від 29.08.1984 р. № 371 Охороняється цінна алея з 30 дерев рідкісної в області породи — сосни веймутової віком понад 100 років.